# Alberto Zapater
Alberto Zapater Arjol (Ejea de los Caballeros, 13 giugno 1985) è un calciatore spagnolo, centrocampista dell'Atlético Ottawa.

## Caratteristiche tecniche
È un mediano di temperamento, agisce prevalentemente davanti alla difesa e fa della corsa e del pressing le sue caratteristiche principali, si dimostra inoltre un abile tiratore di calci piazzati.

## Carriera

### Club

#### Real Saragozza
Alberto Zapater comincia la carriera calcistica nelle file dell'SD Ejea, squadra della sua città natale, Ejea de los Caballeros. Nel 2004 disputa un'ottima stagione nella formazione juniores del Real Saragozza nella División de Honor Juvenil. Nel corso di quell'annata gioca con la maglia numero 10 e segna 14 gol, ricoprendo il ruolo di centrocampista offensivo.
L'allenatore Víctor Muñoz decide quindi di aggregarlo alla prima squadra nel precampionato. Zapater esordisce come titolare nella prima partita ufficiale della nuova stagione, a La Romareda contro il Valencia nell'andata della Supercoppa di Spagna. Nel 2004-2005 conquista il posto da titolare e partecipa alla Coppa UEFA. Nel 2005-2006 il suo rendimento migliora, così come quello dell'intera squadra, che giunge a disputare la finale di Coppa del Re. Nel 2007-2008 è nominato vice-capitano della squadra aragonese, ma l'assenza del capitano Luis Carlos Cuartero fa sì che sia lui a rivestire il ruolo. Nel 2008-2009 Cuartero si ritira, così Zapater diventa il capitano della squadra.

#### Genoa
Nel luglio 2009 viene acquistato dal Genoa per 4,5 milioni di euro. Il 23 agosto 2009 debutta nel campionato italiano in Genoa-Roma (3-2), mettendo a segno il secondo gol dei liguri direttamente da calcio di punizione. Si ripete il 18 settembre nella prima partita della fase a gironi di UEFA Europa League contro lo Slavia Praga quando, ancora una volta su punizione, segna il primo gol in assoluto nella fase a gironi della nuova competizione. Sigla la sua seconda marcatura in campionato il 4 ottobre 2009 contro il Bologna su assist di Tomović.

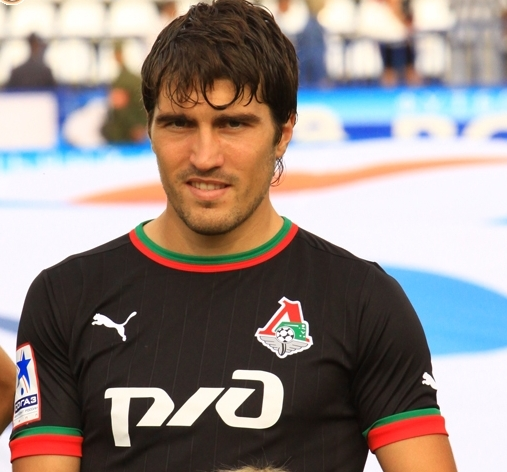
Alberto Zapater con la maglia della Lokomotiv Moskva nel 2012.

#### Sporting Lisbona
Il 30 luglio 2010 lo Sporting Lisbona, attraverso il proprio sito ufficiale, annuncia l'acquisto di Zapater in cambio di Miguel Veloso.

#### Lokomotiv Mosca
Il 3 agosto 2011 viene acquistato a titolo definitivo dal Lokomotiv Mosca.

#### Ritorno al Real Saragozza
Rimasto per due anni senza squadra, il 19 giugno 2016 torna al Real Saragozza, con cui firma un contratto biennale.
Il 19 marzo 2022 raggiunge le 383 presenze con il Real Saragozza, diventando il terzo giocatore con più presenze nella storia del club. Alla fine della stagione 2022-2023 lascia il club aragonese dopo una lunga militanza.

#### Atlético Ottawa
Dopo aver lasciato il Real Saragozza, si unisce all'Atletico Ottawa, club che partecipa al campionato canadese..

### Nazionale
Debutta con la Nazionale spagnola Under-21 nel 2004 e partecipa al campionato mondiale di calcio Under-20 2005 nei Paesi Bassi.
Conta alcune presenze con la selezione di calcio dell'Aragona, l'ultima delle quali in Aragona-Cile 1-0.

## Statistiche

### Presenze e reti nei club
Statistiche aggiornate all'11 maggio 2019.
| Stagione               | Squadra                | Campionato             | Campionato | Campionato | Coppe nazionali | Coppe nazionali | Coppe nazionali | Coppe continentali | Coppe continentali | Coppe continentali | Altre coppe | Altre coppe | Altre coppe | Totale | Totale |
| Stagione               | Squadra                | Comp                   | Pres       | Reti       | Comp            | Pres            | Reti            | Comp               | Pres               | Reti               | Comp        | Pres        | Reti        | Pres   | Reti   |
| ---------------------- | ---------------------- | ---------------------- | ---------- | ---------- | --------------- | --------------- | --------------- | ------------------ | ------------------ | ------------------ | ----------- | ----------- | ----------- | ------ | ------ |
| 2004-2005              | Real Saragozza         | PD                     | 31         | 1          | CR              | 1               | 1               | CU                 | 8                  | 0                  | SS          | 2           | 0           | 42     | 2      |
| 2005-2006              | Real Saragozza         | PD                     | 35         | 0          | CR              | 9               | 0               | -                  | -                  | -                  | -           | -           | -           | 44     | 0      |
| 2006-2007              | Real Saragozza         | PD                     | 36         | 0          | CR              | 3               | 0               | -                  | -                  | -                  | -           | -           | -           | 39     | 0      |
| 2007-2008              | Real Saragozza         | PD                     | 36         | 2          | CR              | 4               | 0               | CU                 | 2                  | 0                  | -           | -           | -           | 42     | 2      |
| 2008-2009              | Real Saragozza         | SD                     | 39         | 2          | CR              | 1               | 0               | -                  | -                  | -                  | -           | -           | -           | 40     | 2      |
| 2009-2010              | Genoa                  | A                      | 28         | 3          | CI              | 1               | 0               | UEL                | 7                  | 1                  | -           | -           | -           | 36     | 4      |
| 2010-2011              | Sporting Lisbona       | PL                     | 22         | 2          | CP+TdL          | 1+3             | 0+2             | UEL                | 8                  | 0                  | -           | -           | -           | 34     | 4      |
| 2011-2012              | Lokomotiv Mosca        | PL                     | 21         | 0          | KR              | 2               | 0               | UEL                | 9                  | 0                  | -           | -           | -           | 32     | 1      |
| 2012-2013              | Lokomotiv Mosca        | PL                     | 5          | 0          | KR              | 0               | 0               | -                  | -                  | -                  | -           | -           | -           | 5      | 0      |
| 2013-2014              | Lokomotiv Mosca        | PL                     | 1          | 0          | KR              | 0               | 0               | -                  | -                  | -                  | -           | -           | -           | 1      | 0      |
| 2014-2015              | Lokomotiv Mosca        | PL                     | 0          | 0          | KR              | 0               | 0               | -                  | -                  | -                  | -           | -           | -           | 0      | 0      |
| Totale Lokomotiv Mosca | Totale Lokomotiv Mosca | Totale Lokomotiv Mosca | 27         | 1          |                 | 2               | 0               |                    | 9                  | 0                  |             | -           | -           | 38     | 1      |
| 2016-2017              | Real Saragozza         | SD                     | 42         | 0          | CR              | 0               | 0               | -                  | -                  | -                  | -           | -           | -           | 42     | 0      |
| 2017-2018              | Real Saragozza         | SD                     | 39+2       | 4+1        | CR              | 3               | 0               | -                  | -                  | -                  | -           | -           | -           | 44     | 5      |
| 2018-2019              | Real Saragozza         | SD                     | 26         | 0          | CR              | 0               | 0               | -                  | -                  | -                  | -           | -           | -           | 26     | 0      |
| Totale Real Zaragoza   | Totale Real Zaragoza   | Totale Real Zaragoza   | 284+2      | 9+1        |                 | 21              | 1               |                    | 10                 | 0                  |             | 2           | 0           | 319    | 11     |
| Totale carriera        | Totale carriera        | Totale carriera        | 361+2      | 16         |                 | 28              | 3               |                    | 34                 | 1                  |             | 2           | 0           | 427    | 20     |

## Palmarès

### Club

#### Competizioni nazionali
- Supercoppa di Spagna: 1

Real Saragozza: 2004